# موز سناني
موز سناني (الاسم العلمي:Musa lanceolata) هو نوع من النباتات يتبع جنس الموز من فصيلة الموزية.